# 28 octobre
Pour les articles homonymes, voir Vingt-Huit-Octobre.
28 septembre 28 novembre
Chronologies thématiques
- Croisades
- Ferroviaires
- Sports
- Disney
- Anarchisme
- Catholicisme

Abréviations / Voir aussi
- (° 1852) = né en 1852
- († 1885) = mort en 1885
- a.s. = calendrier julien
- n.s. = calendrier grégorien
- Calendrier
- Calendrier perpétuel
- Liste de calendriers
- Naissances du jour

Le 28 octobre est le 301e jour de l'année du calendrier grégorien, 302e lorsqu'elle est bissextile ; il en reste ensuite 64.
C'était généralement l'équivalent du 7 brumaire du calendrier républicain ou révolutionnaire français, officiellement dénommé jour de la figue.

## Événements

### Iersiècle

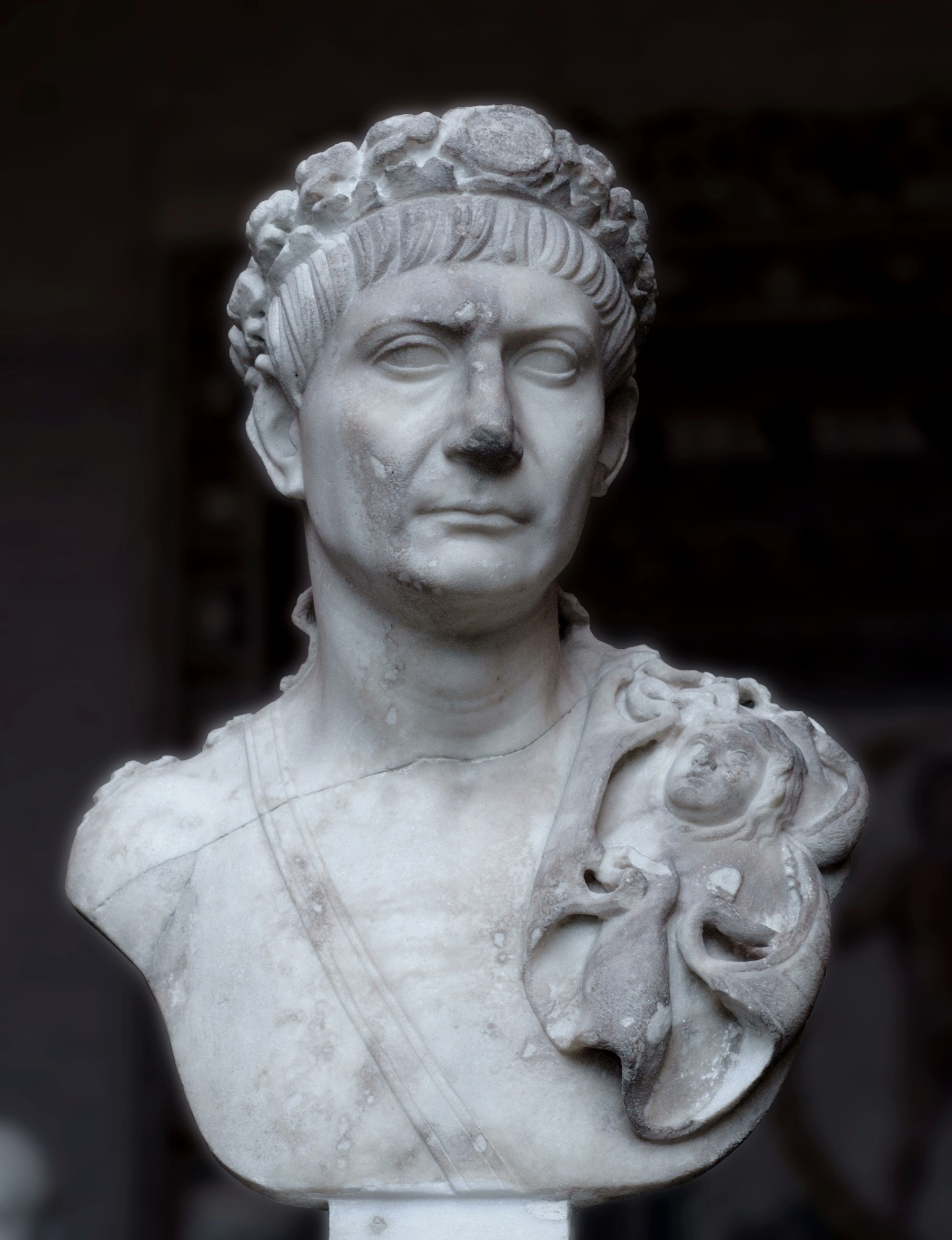
Buste statufié attribué à Trajan

- 97 : Trajan, gouverneur de Germanie supérieure, est adopté par l'empereur Nerva et devient César[1].

### IVesiècle
- 306 : Maxence est proclamé empereur romain[2].
- 312 : Constantin Ier défait Maxence au Pont Milvius, près de Rome.

### XVesiècle
- 1449 : Christian Ier est couronné roi de Danemark.
- 1467 : victoire bourguignonne, à la bataille de Brustem, pendant les guerres de Liège.
- 1484 : par le traité de Montargis, le roi de France Charles VIII devient le successeur du duc de Bretagne François II, si celui-ci décède sans héritier mâle.
- 1492 : découverte de Cuba puis Hispaniola par Christophe Colomb, au cours de son premier voyage vers le Nouveau-Monde.

### XVIesiècle
- 1516 : victoire ottomane, à la bataille de Khan Younès, pendant la conquête ottomane de l'Égypte.Henri II de France

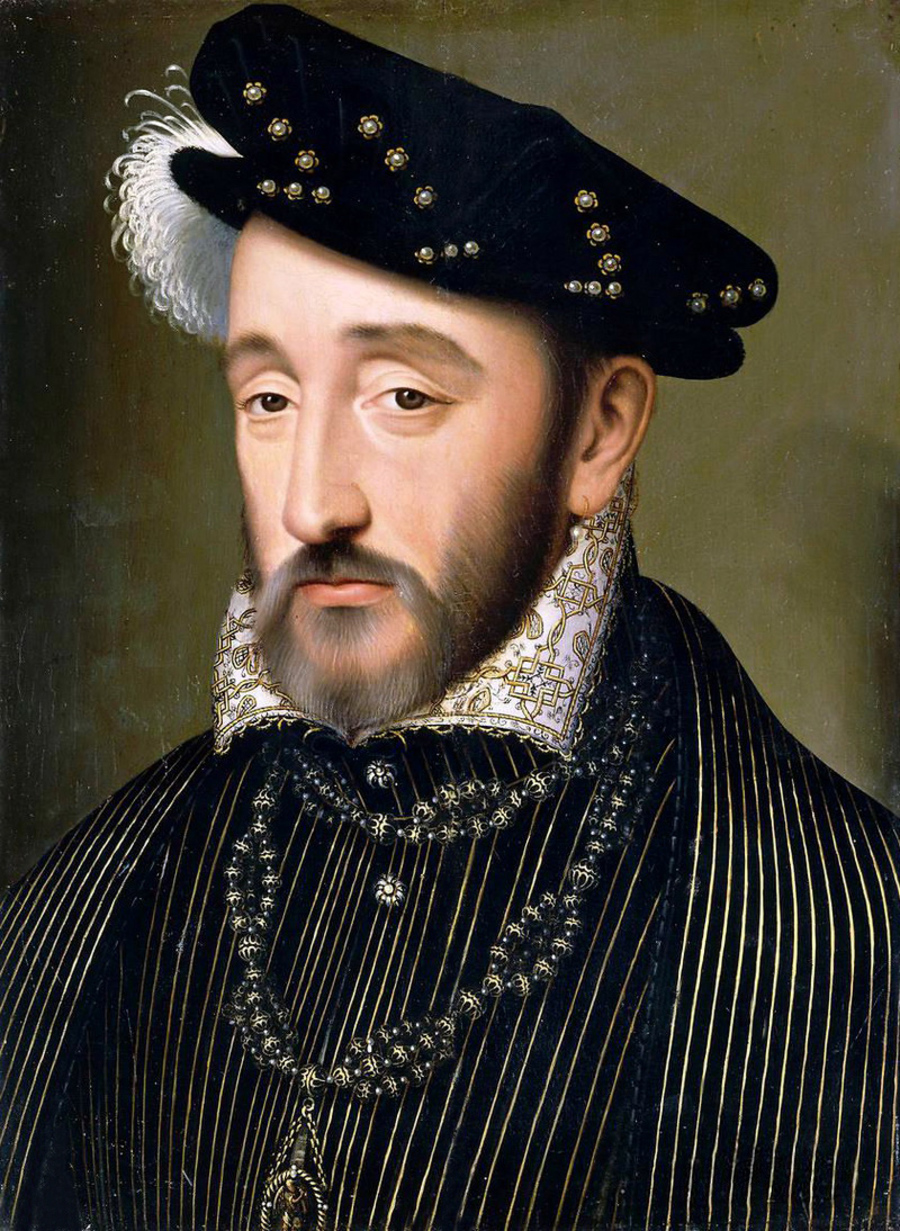
Henri II de France

- 1524 : début du siège de Pavie par le roi de France François Ier.
- 1531 : bataille d'Amba Sel, entre le sultanat d'Adal et l'empire d'Éthiopie.
- 1533 : le futur roi de France Henri II, frère cadet du dauphin, épouse Catherine de Médicis.

### XVIIesiècle
- 1628 : fin du siège de La Rochelle par le départ de la flotte anglaise de sa baie, et la capitulation de la ville, assiégée et affamée depuis le 10 septembre 1627.
- 1690 : la Savoie s'unit à la ligue d'Augsbourg contre la France.

### XVIIIesiècle
- 1707 : le séisme de l'ère Hōei fait 5 000 morts, au Japon.
- 1776 : victoire britannique, à la bataille de White Plains, pendant la guerre d'indépendance américaine.
- 1791 : Olympe de Gouges présente la Déclaration des droits de la femme et de la citoyenne à l'Assemblée nationale.

### XIXesiècle
- 1834 : la bataille de Pinjarra, à Pinjarra, en Australie-Occidentale, se termine par le massacre de plusieurs aborigènes.
- 1886 : inauguration de la statue de la Liberté, à New York.
- 1891 : nouveau séisme au Japon, provoquant plus de 7 000 morts.

### XXesiècle
- 1918 : la Tchécoslovaquie devient indépendante de l'Autriche.
- 1922 : Benito Mussolini entame sa marche sur Rome, en Italie.
- 1924 : reconnaissance de l'Union soviétique par la France[3],[4].
- 1937 : pendant la guerre d'Espagne, le gouvernement républicain espagnol est transféré à Barcelone, en Catalogne.
- 1940 : après le refus du Premier ministre grec Ioánnis Metaxás de céder à un ultimatum de Mussolini, l’Italie envahit la Grèce, déclenchant la guerre italo-grecque.
- 1956 : en pleine insurrection de Budapest en Hongrie, Imre Nagy est nommé président du Conseil.
- 1962 :
  - par référendum, les Français approuvent l'élection du président de la République au suffrage universel, qui entrera en vigueur lors de l'élection de 1965.
  - Nikita Khrouchtchev, chef du PCUS, annonce qu'il a ordonné le retrait des fusées soviétiques installées à Cuba, ce qui enclenche la fin de la crise des missiles de Cuba.
- 1971 : la Chambre des communes du Royaume-Uni se prononce pour l'entrée de la Grande-Bretagne dans le Marché Commun.
- 1982 : le Parti socialiste ouvrier espagnol remporte les élections générales espagnoles de 1982.
- 1988 : manifestations à Prague, en Tchécoslovaquie, préfigurant la Révolution de velours qui interviendra un an plus tard.

### XXIesiècle
- 2007 : Cristina Fernández de Kirchner est élue présidente de l'Argentine.
- 2013 : attentat de la place Tian'anmen de 2013.
- 2017 : en Islande, élections législatives.
- 2018 :
  - au Brésil, le candidat d’extrême droite Jair Bolsonaro remporte l’élection présidentielle.
  - En Géorgie, Salomé Zourabichvili et Grigol Vachadze se qualifient pour le second tour de l’élection présidentielle.
- 2019 : attentat de la mosquée de Bayonne, au Pays basque, où un militant d'extrême droite visant la mosquée de Bayonne cause deux blessés.
- 2020 : en Tanzanie, l'élection présidentielle se tient afin d'élire le chef de l'État ainsi que le vice-président. Le président sortant John Magufuli est éligible pour un second et dernier mandat[5]. Des élections législatives sont organisées simultanément.

## Arts, culture et religion
- 1061 : Agnès d'Aquitaine, impératrice du Saint-Empire, tente de faire élire comme pape l'évêque Cadalus, qui devient l'antipape Honorius II.
- 1636 : fondation de l'université de Harvard, dans le Massachusetts, aux États-Unis.
- 1886 : inauguration de la statue de la Liberté dans le port de New York.
- 1892 : Émile Reynaud présente ses Pantomimes Lumineuses à l'aide de son théâtre optique, au musée Grévin à Paris.
- 1893 : première création de la Symphonie nº 6 de Tchaïkovski.
- 1915 : première d'Une symphonie alpestre, op. 64 de Richard Strauss à la Philharmonie de Berlin.
- 1925 : découverte du masque funéraire de Toutânkhamon par l'Anglais Howard Carter, en Égypte.
- 1942 : première de Capriccio, opéra de Richard Strauss, créé au Bayerische Staatsoper de Munich.
- 1954 : l'Américain Ernest Hemingway reçoit le prix Nobel de littérature.
- 1958 : le cardinal Giuseppe Roncalli est élu pape sous le nom de Jean XXIII, succédant ainsi à Pie XII.
- 1965 : Nostra Ætate, « déclaration sur l'Église et les religions non-chrétiennes », est promulguée par le pape Paul VI. C'est le document fondateur du dialogue interreligieux contemporain.
- 1977 : sortie au Royaume-Uni du premier et seul album "bombe" des punk rockeurs Sex Pistols[6].

## Sciences et techniques
- 1948 : le chimiste suisse Paul Hermann Müller reçoit le prix Nobel de physiologie ou médecine, pour la découverte des propriétés de l'insecticide DDT.
- 1952 : pour la première fois dans l'histoire de l'aviation française, un appareil français, un Mystère II, franchit le mur du son.
- 1971 : la Grande-Bretagne lance avec succès le satellite Prospero, le seul à utiliser un lanceur national.
- 1972 : premier vol d'un Airbus, l'Airbus A300.
- 1988 : une fusée Ariane place sur orbite TDF 1, le premier satellite français de télévision.
- 2009 : la NASA effectue le lancement d'Ares I-X, dans le cadre du Programme Constellation.
- 2014 : une fusée Antares, transportant un véhicule Cygnus à destination de la Station spatiale internationale, explose peu après son décollage.

## Économie et société
- 1929 : lundi noir, amorcé les jours précédents, à la Bourse de New York aux États-Unis.
- 2023 : au Kazakhstan, un incendie dans une mine de charbon tue 46 personnes et en blesse 20 autres[7].

## Naissances

### XVesiècle
- 1466 : Érasme de Rotterdam, philosophe et écrivain néerlandais († 12 juillet 1536).

### XVIesiècle
- 1510 : François Borgia, duc espagnol et prêtre jésuite († 30 septembre 1572).
- 1585 : Cornelius Jansen, théologien néerlandais, archevêque d'Ypres, fondateur du jansénisme († 6 mai 1638).
- 1599 : Marie de l'Incarnation (Marie Guyart dite), religieuse mystique catholique d’origine française († 30 avril 1672).

### XVIIesiècle
- 1667 : Marie-Anne de Neubourg, reine consort d'Espagne, de Naples et de Sicile de 1690 à 1700, seconde femme de Charles II d'Espagne († 16 juillet 1740).
- 1696 : Maurice de Saxe, noble et militaire français († 30 novembre 1750).

### XVIIIesiècle
- 1703 : Antoine Deparcieux, mathématicien français († 2 septembre 1768).
- 1718 : Ignacije Szentmartony, géographe missionnaire jésuite croate († 15 avril 1793).
- 1733 : Ignaz von Beecke, compositeur allemand († 2 janvier 1803).
- 1744 : William Hodges, peintre anglais († 6 mars 1797).
- 1753 : Victurnien Bonaventure de Rochechouart de Mortemart, militaire et homme politique français († 16 janvier 1823).
- 1755 :
  - Jacques-Julien Houtou de La Billardière, botaniste français († 8 janvier 1834).
  - Piotr Meller-Zakomelsky (Петр Иванович Ме́ллер-Закоме́льский), homme politique et militaire russe, ministre de la Guerre de Russie de 1819 à 1823 († 9 juin 1823).
- 1760 : Alexandre de Lameth, général et homme politique français († 19 mars 1829).
- 1767 : Marie Sophie de Hesse-Cassel, reine du Danemark (1808 — 1839) et de Norvège (1808 — 1814), épouse du roi Frédéric VI de Danemark († 21 mars 1852).
- 1793 : Eliphalet Remington, ingénieur et industriel américain († 12 août 1861).

### XIXesiècle
- 1804 : Pierre François Verhulst, mathématicien belge († 15 février 1849).
- 1806 : Alphonse Pyrame de Candolle, botaniste suisse († 4 avril 1893).
- 1808 : Nicolas-Amand Buvignier, géologue, paléontologue et spéléologue français († 22 avril 1880).
- 1815 : Amédée Artus, chef d'orchestre et compositeur français († 26 mars 1892).
- 1818 : Ivan Tourgueniev (Иван Сергеевич Тургенев), écrivain russe († 3 septembre 1883).
- 1819 : Hans Herzog, général suisse († 2 février 1894).
- 1836 : Khalīl al-Khūrī, propriétaire de presse ottoman († 26 octobre 1907).
- 1837 : Yoshinobu Tokugawa (徳川　慶喜), dernier shogun du Japon († 22 novembre 1913).
- 1840 : Diogène Maillart, peintre français († 3 août 1926).
- 1842 : Louis-Joseph Luçon, cardinal français, archevêque de Reims de 1906 à 1930 († 28 mai 1930).
- 1845 : Zygmunt Wróblewski, physicien et chimiste polonais († 16 avril 1888).
- 1846 : Auguste Escoffier, chef cuisinier et écrivain culinaire français († 12 février 1935).
- 1854 : Jean-Marie Guyau, philosophe et poète français († 31 mars 1888).
- 1868 : James Connolly, athlète américain, champion olympique en 1896, journaliste et écrivain († 20 janvier 1957).
- 1870 : Raymond Sudre, sculpteur français († 9 août 1962).
- 1873 : Alphonse Rio, navigateur au long cours et homme politique français († 13 novembre 1949).
- 1875 : Gilbert Hovey Grosvenor, géographe et écrivain américain († 4 février 1966).
- 1876 : Raffaele Carlo Rossi, carme italien nommé évêque puis créé cardinal († 17 septembre 1948)
- 1885 : Vélimir Khlebnikov (Viktor Vladimirovitch Khlebnikov / Виктор Владимирович Хлебников dit), poète russe († 28 juin 1922).
- 1886 : Noël Macklin, ingénieur anglais, créateur de trois marques automobiles et de bateaux militaires († 1946).
- 1887 : Frédéric « Fred » Barry, acteur, chanteur et directeur de troupe québécois († 17 août 1964).
- 1889 : 
  - Juliette Béliveau, actrice et chanteuse québécoise († 26 août 1975).
  - Bessie Te Wenerau Grace, enseignante et éducatrice maorie néo-zélandaise († 20 juin 1944).
- 1896 : Howard Hanson, compositeur américain († 26 février 1981).
- 1897 : Edith Head, costumière et actrice américaine († 24 octobre 1981).

### XXesiècle
- 1902 : Elsa Lanchester, actrice britannique († 26 décembre 1986).
- 1903 : Evelyn Waugh, écrivain britannique († 26 décembre 1966).
- 1904 : Giulio Gaudini, escrimeur italien, triple champion olympique († 6 janvier 1948).
- 1907 : Tommy Hampson, athlète britannique, champion olympique sur 800 m. († 4 septembre 1965).
- 1908 : Arturo Frondizi, homme politique et avocat argentin, président de la Nation argentine de 1958 à 1962 († 18 avril 1995).
- 1909 : Francis Bacon, peintre britannique († 28 avril 1992).
- 1910 :
  - Ella Campbell, botaniste néo-zélandaise († 24 juillet 2003).
  - Augusto Gansser, géologue suisse († 9 janvier 2012).
- 1912 : Richard Doll, médecin épidémiologiste britannique († 24 juillet 2005).
- 1914 :
  - Jonas Salk, biologiste américain, inventeur du vaccin contre la poliomyélite († 23 juin 1995).
  - Richard Laurence Millington Synge, chimiste anglais, prix Nobel de chimie de 1952 († 18 août 1994).
- 1920 : Roger Lanzac (Roger Lanrezac dit), animateur de télévision et de radio français († 25 novembre 1996).
- 1926 : Bowie Kuhn, juriste américain, commissaire du baseball († 15 mars 2007).
- 1928 : Marcel Bozzuffi, acteur français († 1er février 1988).
- 1929 : Joan Plowright, actrice britannique, veuve de Sir Laurence Olivier.
- 1930 : Bernie Ecclestone, pilote automobile et homme d'affaires britannique, « grand argentier » de la Formule 1.
- 1931 : Yoshiyuki Maruyama (丸山 義行, Maruyama Yoshiyuki ?), arbitre japonais de football à l'international.
- 1932 : 
  - Vladimir Ivachko, homme politique soviétique puis russe brièvement secrétaire général du parti communiste de l'Union soviétique († 13 novembre 1994)
  - Spyros Kyprianou (Σπύρος Κυπριανού), homme politique chypriote, président de la République de Chypre de 1977 à 1988 († 12 mars 2002).
- 1933 : Garrincha (Manoel Francisco dos Santos dit), footballeur brésilien († 20 janvier 1983).
- 1935 :
  - Alan Clarke, réalisateur britannique († 24 juillet 1990).
  - Petko Lazarov (Петко Лазаров), basketteur bulgare.
- 1936 :
  - Nino Castelnuovo, acteur italien († 6 septembre 2021).
  - Charlie Daniels, auteur-compositeur-interprète américain de musique country († 6 juillet 2020).
  - Carl Davis, chef d'orchestre et compositeur américain.
- 1937 : Marcian Hoff, ingénieur américain, inventeur du premier microprocesseur de l'histoire, l'Intel 4004.
- 1938 :
  - Jean-Claude Camus, producteur de spectacles français.
  - Bernadette Lafont, actrice française († 25 juillet 2013).
  - Anne Perry (Juliet Marion Hulme dite), auteure britannique de romans policiers.
- 1939 :
  - Jane Alexander, actrice et productrice américaine.
  - Giulio Angioni, écrivain italien († 12 janvier 2017).
  - Miroslav Cerar, gymnaste yougoslave puis slovène.
- 1940 :
  - Nic de Jager (af), acteur sud-africain.
  - Susan Harris, scénariste et productrice américaine.
  - Danièle Sallenave, romancière et académicienne française au fauteuil no 30.
  - Guennadi Strekalov (Геннадий Михайлович Стрекалов), cosmonaute russe († 25 décembre 2004).
- 1941 :
  - John Hallam, acteur irlandais († 14 novembre 2006).
  - Hank Marvin (Brian Robson Rankin dit), guitariste britannique, meneur du groupe de rock The Shadows.
- 1944 :
  - Jean Barney, acteur français.
  - Coluche (Michel Colucci dit), humoriste et acteur français († 19 juin 1986).
  - Dennis Franz, acteur américain.
- 1945 :
  - Elton Dean, musicien de jazz britannique du groupe Soft Machine († 8 février 2006).
  - Louise Deschâtelets, actrice et courriériste québécoise.
- 1946 :
  - Valérie Boisgel, actrice et auteure française († 9 novembre 2014).
  - Wilhelmus Marinus Anthonius « Wim » Jansen, joueur de football et entraîneur néerlandais.
- 1948 : Telma Hopkins, chanteuse et actrice américaine.
- 1949 : Caitlyn Jenner, athlète américain.
- 1950 : Sihem Bensedrine (سهام بن سدرين), journaliste et activiste tunisien de la défense des droits de l'Homme.
- 1951 : Michel Cartatéguy, évêque catholique français, père blanc et archevêque de Niamey (Niger) de 2003 à 2014.
- 1952 : Annie Potts, actrice et productrice américaine.
- 1953 :
  - Pierre Boivin, homme d’affaires et gestionnaire de hockey québécois.
  - Jean-Luc Bouilleret, évêque catholique français, évêque d'Amiens de 2003 à 2013 puis de Besançon depuis 2013.
  - Pierre Lorrain, écrivain et journaliste français.
- 1955 :
  - Ramina Beradzé, économiste et femme politique géorgienne.
  - William « Bill » Henry Gates III, informaticien et entrepreneur américain, cofondateur de Microsoft.
  - Yves Simoneau, cinéaste québécois.
- 1956 :
  - Mahmoud Ahmadinejad (محمود احمدی نژاد), ingénieur et homme politique iranien, président de la République islamique d’Iran de 2005 à 2013.
  - Didier Bénureau, humoriste et acteur français.
  - Daryna Maxymets, journaliste ukrainienne.
- 1957 :
  - Florence Arthaud, navigatrice française († 9 mars 2015).
  - Stephen Morris, musicien anglais, batteur des groupes Joy Division et New Order.
- 1961 : Yves Jamait, chanteur français.
- 1962 :
  - Laurent Lessard, homme politique québécois.
  - Thuan « Scotty » Nguyen, joueur professionnel de poker américano-vietnamien.
  - Erik Thorstvedt, footballeur norvégien.
  - Daphne Zuniga, actrice américaine.
  - Brenda Taylor, rameuse d'aviron canadienne, double championne olympique.
- 1963 :
  - Isabelle Giordano, présentatrice de radio et de télévision française.
  - Lauren Holly, actrice américaine.
  - Eros Ramazzotti, chanteur italien.
- 1964 : Pierre Moustapha « Mouss » Diouf, acteur français († 7 juillet 2012).
- 1965 :
  - Jami Gertz, actrice américaine.
  - Franck Sauzée, footballeur français.
  - Patrick Boucheron, historien français.
- 1966 :
  - Marc Lacombe dit Marcus, journaliste et animateur français.
  - Paul Andrew « Andy » Richter, acteur américain.
- 1967 :
  - Kevin Macdonald, réalisateur, scénariste, producteur écossais de cinéma.
  - Julia Roberts, actrice américaine.
  - John Romero, graphiste de jeux vidéo américain.
  - Sophie de Wittelsbach, princesse de Bavière et princesse héritière du Liechtenstein.
- 1968 :
  - Akkemay, actrice néerlandaise.
  - Stephen Hunter, acteur néo-zélandais.
  - Marc Lièvremont, joueur de rugby français et ancien sélectionneur de l'équipe de France de rugby.
- 1969 : Benjamin Chase « Ben » Harper, auteur, compositeur et interprète américain.
- 1971 : Ollivier Pourriol, écrivain français.
- 1972 :
  - Terrell Davis, joueur de football américain.
  - Bradley Douglas « Brad » Paisley, chanteur américain.
- 1973 :
  - Alvin Burke, Jr. dit « MVP », lutteur professionnel américain.
  - Amal McCaskill, basketteur américain.
- 1974 :
  - David Foenkinos, écrivain français.
  - Braden Looper, joueur de baseball américain.
  - Joaquin Phoenix, acteur américain.
  - Dejan Stefanović (Дејан Стефановић), footballeur serbe.
  - Dayanara Torres, mannequin, actrice et chanteuse américaine.
- 1976 :
  - Keiron Cunningham, joueur de rugby anglais.
  - Karl Tremblay, chanteur québécois du groupe Les Cowboys Fringants († 15 novembre 2023).
- 1977 :
  - Élé Asu, journaliste franco-nigériane.
  - Lauren Woodland, actrice américaine.
- 1978 : Gwendoline Christie, actrice britannique.
- 1979 : Martin Škoula, hockeyeur tchèque.
- 1980 :
  - Christina Lee « Christy » Hemme, lutteuse, chanteuse et mannequin américaine.
  - Jérémy Michalak, animateur français.
  - Agnes Obel, compositrice et interprète danoise.
  - Alan Smith, joueur de football anglais.
- 1981 :
  - Solomon Andargachew, joueur de football éthiopien.
  - Milan Baroš, joueur de football tchèque.
  - Nate McLouth, joueur de baseball américain.
- 1982 :
  - Jeremy Bonderman, joueur de baseball américain.
  - Mai Kuraki (倉木麻衣), chanteuse japonaise.
  - Anthony Lerew, joueur de baseball américain.
  - Jean Pascal, boxeur canadien.
  - Matt Smith, acteur britannique.
  - Matías Tejela, matador espagnol.
- 1983 :
  - Julien Huvelin, rink hockeyeur français.
  - Jarrett Jack, basketteur américain.
  - Taras Mykhalyk (Тарас Володимирович Михалик), footballeur ukrainien.
- 1984 : Obafemi Martins, footballeur nigérian.
- 1985 :
  - Troian Bellisario, actrice, productrice, réalisatrice et scénariste américaine.
  - Gaëtane Thiney, footballeuse française.
- 1986 : 
  - May Calamawy, actrice égypto-palestinienne.
  - Kristina Sprehe, cavalière de dressage allemande.
  - Joshua Michael « Josh » Thole, joueur de baseball américain.
- 1987 : 
  - Romain Genevois, footballeur franco-haïtien.
  - Choi Na-yeon (최나연), golfeuse sud-coréenne.
- 1988 :
  - Gary McGhee, basketteur américain.
  - Maroi Mezien, lutteuse tunisienne.
  - Devon Murray, chanteur et acteur irlandais.
  - John Roberson, basketteur américain.
  - Nassira Traoré, joueuse de basket-ball malienne.
  - Kim Un-guk (김은국), haltérophile nord-coréen.
- 1989 :
  - Camille Muffat, nageuse française († 9 mars 2015).
  - Kévin Théophile-Catherine, footballeur français.
- 1991 : Warren Barguil, coureur cycliste français.
- 1994 :
  - Aaron Harrison, basketteur américain.
  - Oghenemaro Miles « Maro » Itoje, joueur de rugby anglais.
- 1995 : 
  - Vincent Koziello, footballeur français.
  - Mansoor, lutteur professionnel saoudien.
- 1997 : 
  - Sierra McCormick, actrice américaine.
  - Dong Si Cheng, chanteur chinois du groupe NCT.
- 1998 : 
  - Perrine Laffont, skieuse acrobatique française.
  - Nolan Gould, acteur américain.

### XXIesiècle
- 2001 : 
  - Ekaterina Igorevna Starchova / Екатерина Игоревна Старшова, actrice russe.
  - Teun Stokkel, acteur néerlandais.

## Décès

### IVesiècle
- 312 : Maxence, empereur romain de 306 à 312 (° vers 278).

### IXesiècle
- 899 : Alfred le Grand, roi d'Angleterre de 871 à 899 (° entre 846 et 849).

### XIIesiècle
- 1138 : Boleslas III le Bouche-Torse, duc de Pologne de 1102 à 1138 (° 20 août 1085).

### XIIIesiècle
- 1225 : Jien, moine bouddhiste, poète et historien japonais (° 17 mai 1155).

### XVIesiècle
- 1553 : Giovanni Salviati, cardinal italien (° 24 mars 1490).
- 1587 : Giovanni Maria Cecchi, poète comique italien (° 15 mars 1518).

### XVIIesiècle
- 1627 : Jahângîr (جهانگیر), quatrième empereur moghol de l'Inde de 1605 à 1627 (° 9 septembre 1569)
- 1661 : Ottavio Amigoni, peintre italien (° 16 octobre 1605)
- 1674 : Giovanni Bona, cardinal et écrivain italien (° 9 octobre 1609).

### XVIIIesiècle
- 1703 : John Wallis, mathématicien anglais (° 23 novembre 1616).
- 1704 : John Locke, philosophe anglais (° 29 août 1632).
- 1792 : John Smeaton, ingénieur britannique (° 8 juin 1724).

### XIXesiècle
- 1870 : Jean-Pierre Falret, psychiatre français (° 26 avril 1794).
- 1883 : Henri de Bonnechose, cardinal français, archevêque de Rouen de 1858 à 1883 (° 30 mai 1800).
- 1886 : Frédéric-Désiré Hillemacher, graveur français (° 23 juin 1811).

### XXesiècle
- 1902 : Kate Austin, journaliste, écrivain, féministe et anarchiste américaine (° 25 juillet 1864).
- 1905 : Alphonse Allais, écrivain et humoriste français (° 20 octobre 1854).
- 1929 : Bernhard von Bülow, homme politique et avocat allemand, chancelier d’Allemagne de 1900 à 1909 (° 3 mai 1849).
- 1931 : 
  - John Mary Abbey, facteur d'orgues français (° 23 février 1886).
  - Carmelo Pérez (Armando Pedro Antonio Procopio Pérez Gutierrez dit), matador mexicain (° 23 décembre 1908).
- 1949, victimes du même accident d'avion avec 46 autres personnes[8] :
  - Marcel Cerdan, boxeur français (° 22 juillet 1916).
  - Ginette Neveu, violoniste française (° 11 août 1919).
- 1959 : Camilo Cienfuegos, révolutionnaire cubain (° 6 février 1932).
- 1965 : Émile Daru, écrivain, journaliste et professeur français (° 17 mai 1877).
- 1973 : Taha Hussein ( طه حسين)), écrivain égyptien (° 14 novembre 1889).
- 1974 : Paul Frankeur, acteur français (° 29 juin 1905).
- 1975 : 
  - Georges Carpentier, boxeur professionnel français (° 12 janvier 1894).
  - Réjane Desrameaux, actrice, chanteuse et animatrice québécoise (° 10 mars 1903).
- 1987 : André Masson, peintre surréaliste français (° 4 janvier 1896).
- 1989 : Kateb Yacine (Yacine Kateb dit), écrivain algérien (° 2 août 1929).
- 1993 : Doris Lussier, humoriste et acteur québécois (° 15 juillet 1918).
- 1997 : Paul Jarrico, scénariste américain (° 12 janvier 1915).
- 1998 :
  - Cuthbert Alport, homme politique britannique (° 22 mars 1912).
  - Mirko Beljanski, biologiste français (° 27 mars 1923).
  - Tommy Flowers, ingénieur britannique (° 22 décembre 1905).
  - Ted Hughes, poète et écrivain britannique (° 17 août 1930).
- 1999 : Rafael Alberti, poète espagnol (° 16 décembre 1902).
- 2000 : 
  - Carlos Guastavino, compositeur argentin (° 5 avril 1912).
  - Georges Poujouly, comédien français (° 20 janvier 1940).

### XXIesiècle
- 2001 : Grigori Tchoukhraï, réalisateur soviétique puis russe (° 23 mai 1921).
- 2003 :
  - Jean Carbonnier, juriste français, professeur de droit privé et civil, doyen de l'université de Poitiers (° 20 avril 1908).
  - Noël Sinibaldi, footballeur français (° 10 janvier 1920).
- 2004 : 
  - Michel Bernard, écrivain et éditeur français (° 19 mai 1934).
  - Jimmy McLarnin, boxeur canadien (° 19 décembre 1907).
- 2005 :
  - Serge Belloni, peintre italien (° 25 février 1925).
  - Francine Bloch, critique littéraire française (° 4 octobre 1916).
  - Fernando Quejas, chanteur capverdien (° 30 avril 1922).
  - Raymond Hains, artiste, photographe, sculpteur et peintre français (° 9 novembre 1926).
  - Richard Smalley, chimiste américain, prix Nobel de chimie 1996 (° 6 juin 1943).
- 2006 : 
  - Red Auerbach, entraîneur de basket-ball américain (° 20 septembre 1917).
  - Tina Aumont, actrice franco-américaine (° 14 février 1946).
  - Trevor Berbick, boxeur jamaïcain puis canadien (° 1er août 1954).
  - Jean Clavreul, psychanalyste français (° 24 novembre 1923).
- 2007 : 
  - Evelyn Hamann, actrice allemande (° 6 août 1942).
  - Jimmy Makulis, chanteur grec (° 12 avril 1935).
  - Porter Wagoner, chanteur américain de musique country (° 12 août 1927).
- 2008 : 
  - Nicolas Bataille, comédien et metteur en scène français (° 14 mars 1926).
  - Claire « Clairette » Oddera, chanteuse et actrice québécoise d’origine française (° 3 avril 1919).
  - Pak Sung-chul, homme politique nord-coréen (° 2 septembre 1913).
- 2011 :
  - Willy De Clercq, homme politique belge (° 8 juillet 1927).
  - Jiří Gruša, écrivain, poète, traducteur, homme politique et diplomate germano-tchèque (° 10 novembre 1938).
  - Len Killeen, joueur de rugby à XIII sud-africain (° 19 novembre 1938).
- 2012 :
  - François Arnal, peintre français (° 2 octobre 1924).
  - André Berilhe, joueur de rugby à XV français (° 17 avril 1932).
  - Sophie Hecquet, animatrice de radio et de télévision française (° 9 octobre 1944).
  - Yves Landrein, poète et éditeur français (° 1948).
  - Serge Renaud, scientifique français (° 21 novembre 1927).
- 2013 :
  - Samir Abourizk, homme politique sénégalais (° 23 juillet 1939).
  - Eunice Kazembe, femme politique malawite (° 1952).
  - Tadeusz Mazowiecki, écrivain, journaliste et homme d'État polonais, premier ministre de 1989 à 1991 (° 18 avril 1927).
- 2014 : 
  - Mansour Hobeika, prélat catholique libanais (° 20 décembre 1941).
  - Manzanares (José María Dolls Abellán dit), matador espagnol (° 14 avril 1953).
  - Michael Sata, homme politique zambien, président de la République de Zambie de 2011 à 2014 (° 6 juillet 1937).
- 2015 : 
  - Joseph Dergham, prélat catholique libanais (° 22 avril 1930).
  - Nadia Chomyn, artiste autiste britannique, (°24 octobre 1967).
- 2016 : Nicholas Brathwaite, homme politique grenadien (° 8 juillet 1925).
- 2017 : 
  - Yves Barau, homme politique français (° 30 avril 1928).
  - Yvonne Baseden, espionne française (° 20 janvier 1922).
  - Lionel Galand, linguiste français (° 11 mai 1920).
  - Josaphat-Robert Large, poète et romancier haïtien (° 15 novembre 1942).
  - Manuel Sanchís Martínez, footballeur espagnol (° 26 mars 1938).
  - Bernard Roy, chercheur et professeur émérite de mathématiques appliquées français (° 15 mars 1934).
  - Jacques Sauvageot, historien et homme politique français (° 16 avril 1943).
  - Willy Schroeders, cycliste sur route belge (° 9 décembre 1932).
- 2018 : Konstantīns Konstantinovs champion du monde letton de force athlétique (° 6 juin 1978).
- 2019 : 
  - Annick Alane, actrice française (° 5 septembre 1925).
  - Jean-Gabriel Diarra, prélat catholique malien (° 12 juillet 1945).
- 2020 :
  - Miomir Dašić, historien monténégrin (° 15 novembre 1930).
  - Alain Rey, linguiste et lexicographe français (° 30 août 1928).
- 2021 : 
  - Ali Baghbanbashi.
  - Miklós Zelei.
- 2022 :
  - François Chesnais, économiste français (° 22 janvier 1934).
  - Herman Daly, économiste et pédagogue américain (° 21 juillet 1938).
  - Mario Gonzales Benites, footballeur et entraîneur paraguayo-péruvien (° 19 janvier 1937).
  - Hannah Goslar, personnalité allemande de la Seconde Guerre mondiale, survivante de la Shoah (° 12 novembre 1928).
  - Jules Hardy, médecin canadien (° 16 juillet 1932).
  - Jerry Lee Lewis, chanteur-pianiste américain de rock ’n’ roll (pionnier), rockabilly, gospel, honky tonk, blues et country (° 29 septembre 1935).
- 2023 :
  - Erkki Antila, biathlète finlandais (° 14 juillet 1954).
  - Daniel Eckenspieller, homme politique français (° 15 décembre 1931).
  - Saleemul Huq, chercheur pakistanais puis bangladais (° 2 octobre 1952).
  - Adam Johnson, hockeyeur américain (° 22 juin 1994).
  - Matthew Perry, acteur américano-canadien (° 19 août 1969).
  - Mohamed Medjdoub Salguia, footballeur international algérien (° 17 mars 1950).

## Célébrations
- FIJ : journée mondiale du judo[9] (en cette saint-Jude ci-après).
- Journée internationale des langues et cultures créoles.
- ASIFA : journée mondiale du cinéma d'animation, fête dudit cinéma instaurée par l'AFCA en souvenir de la première projection publique des Pantomimes Lumineuses d'Émile Reynaud en 1892.Nōbi après le séisme de 1891

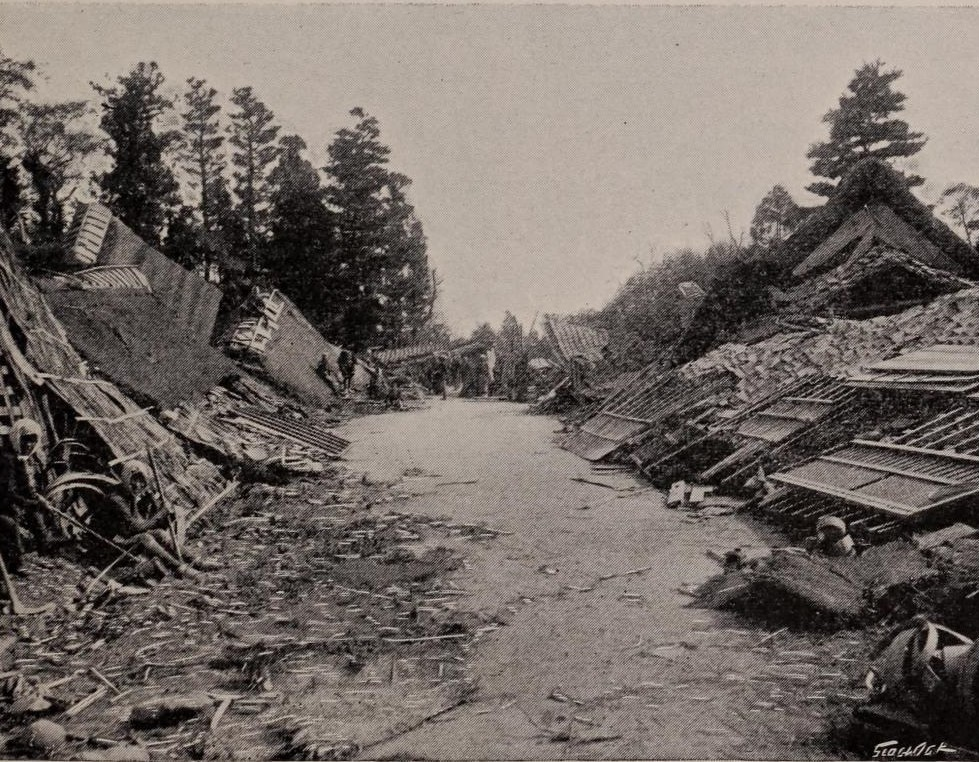
Nōbi après le séisme de 1891

- Préfecture de Gifu (Japon) : jour de prévention des séismes en commémoration de celui de Nōbi qui avait entraîné 7 273 morts en 1891 (photographie ci-contre).
- Grèce : fête nationale ou « jour du Non », en souvenir du « non » (prononcé « oxi », en grec) de la Grèce à Mussolini en 1940.
- Slovaquie : jour du souvenir ou deň vzniku samostatného česko-slovenského štátu[10], « fête de l'établissement de l'indépendance de l'État tchéco-slovaque » réalisée en 1918 vis-à-vis de l'(ex-)empire d'Autriche-Hongrie.
- Tchéquie : fête nationale commémorant aussi l'indépendance politique vis-à-vis de la même Autriche-Hongrie en 1918.

- Christianisme : 
  - dédicace du seigneur des Miracles du Santuario des Nazaréens à Lima au Pérou ;
  - dédicace des basiliques Saint-Pierre-du-Vatican et Saint-Paul-Hors-les-Murs de Rome en mémoire des saints Pierre (apôtre) et Paul ou Saül de Tarse (voir aussi 29 juin).

### Saints des Églises chrétiennes

#### Catholiques et orthodoxes
Saints du jour, :
- Cyriaque de Jérusalem (IVe siècle), évêque martyr.
- Cyrille de Rome († 258), vierge et martyre à Rome.
- Diomède le jeune (it) († Xe siècle) sauve Chypre des sarrasins.
- Etienne le Sabaïte († 794), Ermite en Palestine.
- Faron de Meaux († 669) évêque de Meaux.
- Ferruce de Magonza (it) († IIIe siècle) martyr à Mayence.
- Fidèle de Côme († 304) soldat romain martyr.
- Genès de Thiers († IIIe siècle) martyr à Thiers.
- Germain de Talloires († 1018) ermite à Talloires[13].
- Jean de Chozeba (VIe siècle), Evêque de Césarée en Palestine.
- Jude & Simon († Ier siècle), apôtres.
- Leudard († IXe siècle) boulanger dans un monastère de Soissons.
- Néophyte († 660), évangélisateur en Géorgie.
- Rémi de Lyon († 875) évêque de Lyon.
- Sauve d'Amiens († 615) évêque d'Amiens.
- Sigolin († VIIe siècle) 3e abbé de abbaye de Stavelot.
- Vincent, Sabine et Christète (es) († 305) martyrs à Avila.

#### Saint des Églises catholiques
- François Serrano († 1748) et ses quatre compagnons dominicains martyrs en Chine.
- Jean Ðat († 1798), prêtre martyr au Tonkin.
- María Pilar Gullón († 1936), bienheureuse laïque espagnole morte martyre lors de la guerre civile espagnole.
- Octavia Iglesias († 1936), bienheureuse laïque espagnole morte martyre lors de la guerre civile espagnole.
- Olga Pérez († 1936), bienheureuse laïque espagnole morte martyre lors de la guerre civile espagnole.
- Rodrigue Aguilar Aleman († 1927), prêtre et martyr au Mexique.
- Sauveur Enguis Garès († 1936) laïc espagnol et Joseph Ruiz Bruixola, prêtre, bienheureux, martyrs lors de la guerre civile espagnole.

#### Saints orthodoxes?
- Angelis de Crète († 1824), avec Manuel de Crète, son frère, et Georges de Crète et Nicolas de Crète, leurs cousins, paysans, martyrs en Crète par la main des Turcs.
- Arsène de Pecs († 1266), originaire de Srem, archevêque de Petch et de toute la Serbie[12].
- Athanase (XIIIe siècle), Moine du Mont-Athos et patriarche de Constantinople.
- Dimitri de Rostov († 1709), Higoumène en Ukraine puis métropolite de Rostov.
- Job de Potchaiev († 1651), Higoumène.

### Prénoms
Bonne fête aux Simon et ses variantes : Shimon, Simoun, Shimoun, Shimun, Simone, Sigmund.
Et aussi aux :
- Jude et ses variantes : Jud (brittophone), Juda(s), Judes, Judet, Judul et Judule (sinon Judicaël & Gaël ; Judith les 29 juin).
- Aux Thaddée et ses variantes : Taddeo, Tadeus, Tadeusz, Tadeuz et Thadée.
- Aux Libouban et ses variantes : Eleobane, Eliboubane, Elibouban, etc.
- Faron et sa variante orthographique Pharon.

## Traditions et superstitions

### Astrologie
- Signe du zodiaque : 6e jour du Scorpion.

### Dictons du jour
- « À la sainte-Simone, il faut avoir rentré ses pommes. »[14]
- « À la saint-Simon, l'éventail se repose. »[15]
- « À la saint-Simon, les raves au timon. »[16]
- « À la saint-Simon, une mouche vaut un mouton. »[16]
- « Quand on voit les mouches à la saint-Simon, les fermiers peuvent chanter une chanson. »[16]
- « Quand Simon et Jude n'apportent pas la pluie, elle n'arrive qu'à la sainte-Cécile [le 22 novembre]. »[16]
- « Quand Simon et Jude sont arrivés, souvent ils portent la neige à leurs souliers. »[16]
- « Saint-Simon et saint-Jude passés, l'hiver est arrivé. »[16]

## Toponymie
Les noms de plusieurs voies, places, sites ou édifices de pays ou provinces francophones contiennent cette date sous diverses graphies : voir Vingt-Huit-Octobre .